# That Part
 (décembre 2021).
La mise en forme du texte ne suit pas les recommandations de Wikipédia : il faut le « wikifier ».
Les points d'amélioration suivants sont les cas les plus fréquents. Le détail des points à revoir est peut-être précisé sur la page de discussion.
- Les titres sont pré-formatés par le logiciel. Ils ne sont ni en capitales, ni en gras.
- Le texte ne doit pas être écrit en capitales (les noms de famille non plus), ni en gras, ni en italique, ni en « petit »…
- Le gras n'est utilisé que pour surligner le titre de l'article dans l'introduction, une seule fois.
- L'italique est rarement utilisé : mots en langue étrangère, titres d'œuvres, noms de bateaux, etc.
- Les citations ne sont pas en italique mais en corps de texte normal. Elles sont entourées par des guillemets français : « et ».
- Les listes à puces sont à éviter, des paragraphes rédigés étant largement préférés. Les tableaux sont à réserver à la présentation de données structurées (résultats, etc.).
- Les appels de note de bas de page (petits chiffres en exposant, introduits par l'outil «  Source ») sont à placer entre la fin de phrase et le point final[comme ça].
- Les liens internes (vers d'autres articles de Wikipédia) sont à choisir avec parcimonie. Créez des liens vers des articles approfondissant le sujet. Les termes génériques sans rapport avec le sujet sont à éviter, ainsi que les répétitions de liens vers un même terme.
- Les liens externes sont à placer uniquement dans une section « Liens externes », à la fin de l'article. Ces liens sont à choisir avec parcimonie suivant les règles définies. Si un lien sert de source à l'article, son insertion dans le texte est à faire par les notes de bas de page.
- La présentation des références doit suivre les conventions bibliographiques. Il est recommandé d'utiliser les modèles {{Ouvrage}}, {{Chapitre}}, {{Article}}, {{Lien web}} et/ou {{Bibliographie}}. Le mode d'édition visuel peut mettre en forme automatiquement les références.
- Insérer une infobox (cadre d'informations à droite) n'est pas obligatoire pour parachever la mise en page.

Pour une aide détaillée, merci de consulter Aide:Wikification.
Si vous pensez que ces points ont été résolus, vous pouvez retirer ce bandeau et améliorer la mise en forme d'un autre article.

That Part (stylisé THat Part) est une chanson hip-hop du rappeur américain Schoolboy Q incluant une apparition en tant qu'invité de Kanye West. Elle est publiée le 13 mai 2016 chez Top Dawg Entertainment et Interscope Records en tant que single issu du quatrième album de Schoolboy Q, Blank Face LP. Produite par Cardo, Yung Exclusive, Cubeatz et Sounwave, cette chanson est nommée la même année dans la catégorie Best Rap Performance à la 59e cérémonie des Grammy Awards. En outre, le webzine américain HipHopDX l'a placée à la neuvième position dans son classement des meilleurs chansons de rap de 2016.

## Distinctions
Le magazine allemand Juice l'a qualifiée de quatrième meilleur chanson internationale de rap pour l'année 2016.

## Clip musical
Le clip de That Part est dirigé par Colin Tilley et sort le 2 juin 2016. En septembre 2020, la vidéo cumule alors plus de 187 millions de vues, faisant d'elle la plus regardée de la chaîne Vevo du rappeur.

## Concerts en direct
En juin 2016, Schoolboy Q interprète son single en direct lors de l'émission The Late Show with Stephen Colbert, jouant par la même occasion sa chanson "Groovy Tony" comme medley.

## Remix par Black Hippy
"That Part" est plus tard remixé par ses camarades du collectif Black Hippy, ajoutant l'apparition et les nouveaux couplets des rappeurs Jay Rock, Kendrick Lamar et Ab-Soul. Publié le 8 juillet 2016, ce remix devient disponible au format digital quelque temps plus tard.

## Performance commerciale
Aux États-Unis, That Part fait son entrée au top 100 du Billboard le 4 juin 2016, s'installant à la 92e place. Cependant, le single disparaît du classement après seulement une semaine, avant de faire son retour à la 76ème place le 2 juillet. Ce rebondissement inattendu est causé par l'annonce du prochain album du rappeur, Blank Face LP, qui excite les fans. Lors des semaines qui suivent, Schoolboy Q voit son single monter dans le top 100, parvenant à atteindre la 40ème place. That Part devient alors le quatrième tube de sa carrière et sa deuxième chanson à intégrer le top 40, l'autre étant son hit de 2014 "Studio" qui était classé à la 38ème position. Le single demeure 13 semaines au Billboard avant de finalement descendre du classement le 17 septembre. À noter qu'en Nouvelle-Zélande, le tube n'entre pas le top 40, même s'il est classé à la sixième position du classement Heatseekers.